# Grå svalstare
Grå svalstare (Artamus cinereus) är en fågel i familjen svalstarar inom ordningen tättingar.

## Utseende
Grå svalstare är en knubbig fågel med breda trekantiga vingar och en kort nedåtböjd näbb. Ovansidan är grå, undersidan ljusare, med svart mellan öga och näbb. Stjärten är svart med vit spets som bryts av svart i mitten. I flykten syns ljusa vingundersidor som kontrasterar med grå buk.

## Utbredning och systematik
Grå svalstare delas in i fem underarter med följande utbredning:
- normani/dealbatus-gruppen
  - Artamus cinereus normani – förekommer i norra Queensland (sydöstra Cape York-halvön)
  - Artamus cinereus inkermani – förekommer i östra Queensland (Burdekin River, Burnett River)
- cinereus-gruppen
  - Artamus cinereus melanops – förekommer i det inre av centrala västra Australien till centrala Queensland och norra Victoria
  - Artamus cinereus cinereus – förekommer i sydvästra Western Australia
  - Artamus cinereus perspicillatus – förekommer i östra Små Sundaöarna

## Status och hot
Arten har ett stort utbredningsområde och tros öka i antal. Internationella naturvårdsunionen IUCN listar den därför som livskraftig (LC).

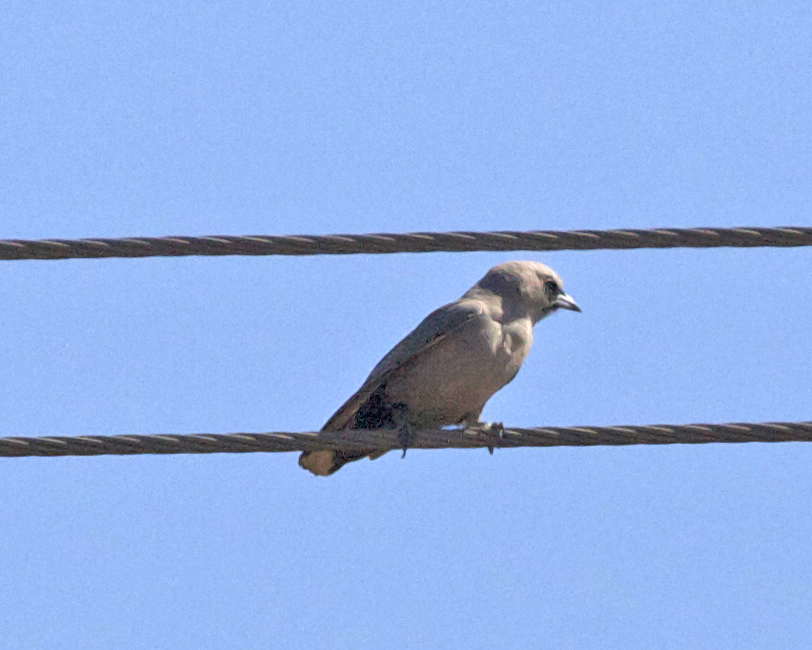